# Cantonul Villefort
Cantonul Villefort este un canton din arondismentul Mende, departamentul Lozère, regiunea Languedoc-Roussillon, Franța.

## Comune
- Altier
- La Bastide-Puylaurent
- Pied-de-Borne
- Pourcharesses
- Prévenchères
- Saint-André-Capcèze
- Villefort (reședință)